# 狐火

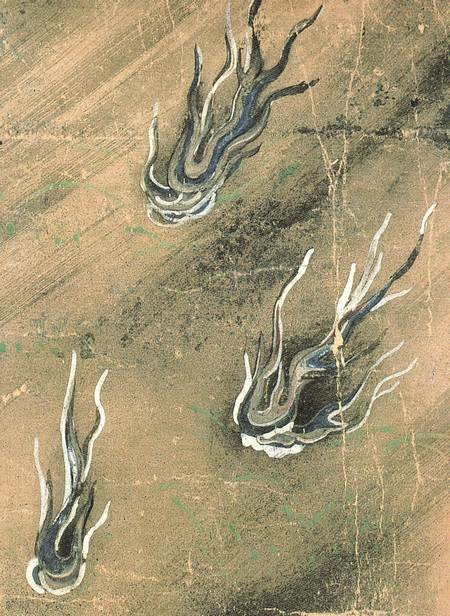
作者不詳『化け物尽くし絵巻』（江戶時代後期）

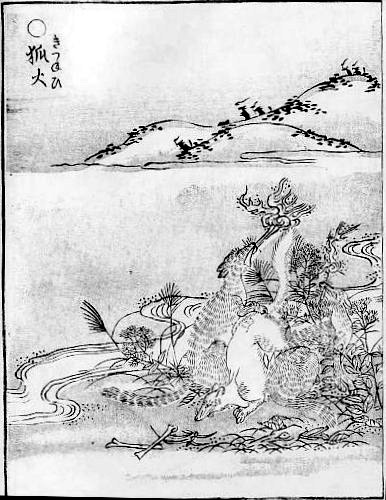
鳥山石燕『畫圖百鬼夜行』「狐火」

狐火（きつねび）是日本各地傳承的怪火。也稱火點（ひともし）、燐火（りんか）等。

## 概要
狐火的特徵是無火的熱氣，據說類似提灯或火把的一列怪火，忽明忽滅，有時消失後又會在別處出現，若靠近一定會在途中消失。出現的時期在春至秋季，特別是悶熱的夏季、天氣變化的陰沉時較容易出現。
據說一列十個甚至到數百個，其數量漸次增加卻又突然消失，然後數量又增加的出現，在長野縣是大量提灯似的火突然忽明忽滅。
據說火的行列長達一里，顏色多是紅色或橘色，也有帶青色的火。
狐火據說會出現在沒有道路的山腹等，人跡罕至的場所，但是，也有如石川縣鳳至郡門前町（現・輪島市），會追趕人的傳承。如同傳承中的狐會迷惑人，狐火也會照耀沒有道路的場所，使人迷惑方向，據說在長野縣飯田市，腳踢狐火即可將其驅散。在出雲國（現・島根縣），有遭遇狐火會發高燒的傳承，所以，也有將狐火視為行逢神之說。

## 各地的狐火

### 王子稻荷

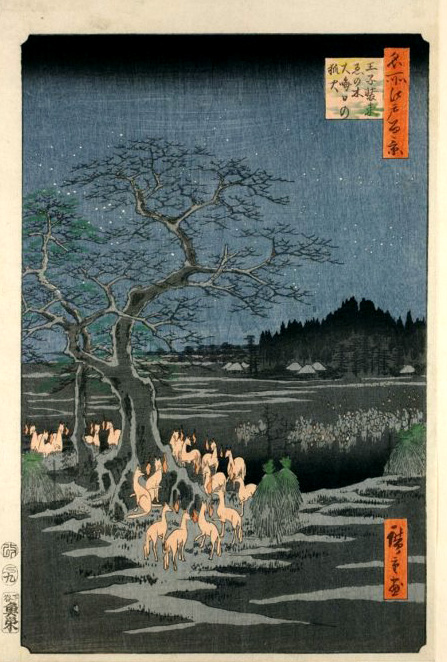
廣重『名所江戶百景』・王子稻荷的狐火。

東京北區王子的王子稻荷是關八州稻荷總司，同時也是狐火的名所。傳說往昔毎年的除夕夜，關八州（關東全域）的狐會身著正裝在一棵大榎木下集結，前往王子稻荷参殿，以謀求官位。據說此際的狐火行列相當壯觀，付近的農民會以數量占卜翌年的豐凶。

### 狐狸出嫁
在山形縣、秋田縣，狐火稱為「狐松明（きつねたいまつ）」。如其名，狐出嫁時為了照亮的火把（松明），被視為吉兆。日本各地，將夜間山野的成列怪火稱作「狐狸出嫁」。

### 其他
在岡山縣・備前地方、鳥取縣，將此類怪火稱作「宙狐（ちゅうこ）」。異於一般的狐火，因為在比較低空浮遊，所以，據說是老狐變化而來。

## 成因

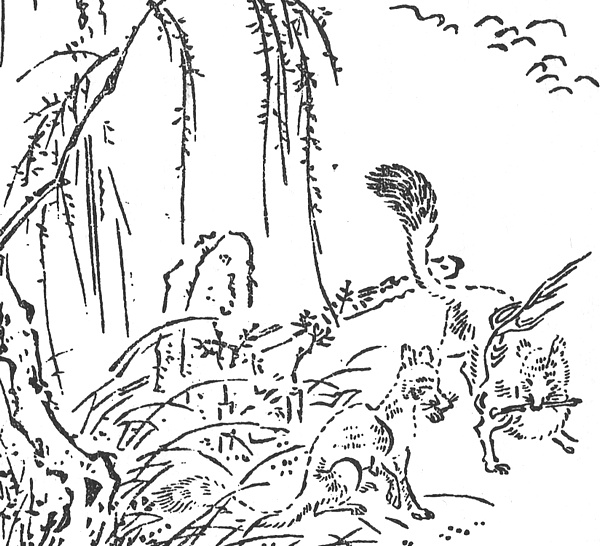
『訓蒙天地弁』的狐火畫。描繪狐叼骨生火。

根據各地的俗信或江戶時代的古書，狐的吐息造成發光、狐尾相碰造成狐火、狐持有稱作「狐火玉」的會發光的玉等，有許多說法。寛保時代的雜書『諸國里人談』記載，元祿初期，京都有漁夫在鴨川以網捕狐火，結果捕到只會在夜間發光的狐火玉。
在『本朝食鑑』有狐以人類的頭蓋骨或馬骨發光的記述，明和時代的『訓蒙天地弁』、江戶後期的『想山著聞奇集』也有狐叼馬骨生火的記述。根據長野縣的奇談集『信州百物語』，某人靠近狐火，發現叼著人骨的狐，這隻狐離開後，人骨發著青光。

## 脚注
1. ↑  村上 2000，第134頁.
2. 1 2  林 1977，第5頁
3. 1 2  鈴木 2002，第38-39頁.
4. ↑  . Yahoo!辞書. Yahoo! JAPAN.   [2013-03-20]. （原始内容存档于2009-08-04）.
5. 1 2  根本 1985，第597頁
6. 1 2  草野 1997，第102頁
7. ↑  有賀喜左衛門. . 民族 (民族発行所). 1929-4, 4巻 (3号): 144–145  [2022-06-17]. NCID AN00236864. （原始内容存档于2016-08-17）.
8. 1 2 3  多田 1990，第344-345頁
9. ↑  土井卓治. . あしなか (山村民俗の会). 1955-11, (通巻49号): 22  [2022-06-17]. NCID AN00406352. （原始内容存档于2018-04-26）.
10. ↑  . 常民 (中央大学民俗研究会). 1991-1, (27号): 75  [2022-06-17]. NCID AN00116782. （原始内容存档于2016-09-16）.
11. ↑  宮澤千章. . 伊那 (伊那史学会). 2003-1, 51巻 (1号（通巻896号）): 30  [2022-06-17]. NCID AN00015559. （原始内容存档于2016-09-16）.
12. 1 2  清原編 2009，第28-29頁
13. 1 2  角田 1982，第31-32頁
14. 1 2  宮尾 1963，第93頁
15. ↑  角田 1979，第174-178頁.
16. ↑  日野 1926，第256頁.
17. 1 2 3  鈴木 1982，第198-199頁.
18. ↑  井上 1916，第160頁
19. 1 2  大藤他 1955，第929頁
20. ↑  角田 1979，第183頁.
21. 1 2  菊岡 1800，第474頁
22. ↑  神田 1931，第23-25頁

## 關連項目
- 不知火
- 日本妖怪列表